# Le Fantasque (contre-torpilleur)
Pour les autres navires du même nom, voir Le Fantasque.
Le Fantasque est l'un des six contre-torpilleurs de la Marine nationale française de la classe Le Fantasque ayant été construits dans les années 1930.

## Historique
Il est admis au service actif le 1er mai 1936 au sein de la 10e division légère (10e DL), unité de la 2e escadre légère qu’il forme avec ses sister-ships Le Terrible et L’Audacieux.
Comme toutes les divisions légères équipées de contre-torpilleurs, la 10e DL devient le 12 avril 1937 la 10e DCT avec toujours Brest pour port d’attache.
Lorsque la guerre éclate en septembre 1939, la 10e DCT intègre la Force de Raid qui regroupe les navires les plus modernes de la marine. Concentrée dans l’Atlantique, elle participe à la traque des raiders allemands (notamment le Graf Spee), la 10e DCT étant détachée jusqu'en janvier 1940 à Dakar. Le 16 octobre 1939 à 180 km sud-ouest de Dakar, il intercepte et coule le cargo allemand Halle qui, parti de Guinée, tentait de rejoindre l'Allemagne. Son équipage est capturé. Le 25 octobre, avec son sister-ship Le Terrible et le croiseur lourd Dupleix, il capture le navire marchand allemand Santa Fé.
Après la chute de la France, Le Fantasque est affecté au gouvernement français de Vichy, avec ses sister-ships Le Malin et L'Audacieux, basés à Dakar. Lors de l'attaque anglaise et FFL sur Dakar, il navigue à grande vitesse sur la rade pour tirer un écran de fumée qui protégera les croiseurs des pointeurs anglais. Encadré plusieurs fois, il essuie également des attaques aériennes, sans résultat.
Peu de temps après l'opération Torch, il est modernisé à l'arsenal de Boston, aux États-Unis. Les réparations comprennent la mise en place d'un radar de navigation, d'un radar de veille aérienne, d'une cloche ASDIC rétractable, du remplacement de la DCA par huit canons Bofors de 40 mm et dix canons Oerlikon de 20 mm, une mise en place de quatre mortiers Thornycroft lance-grenades ASM, de la pose d'une ceinture démagnétisante et un renforcement des moyens radio. Toutes ces modifications s'achèvent le 15 juin 1943. À son retour en Méditerranée, pour se conformer aux standards alliés, il est reclassé croiseur léger.

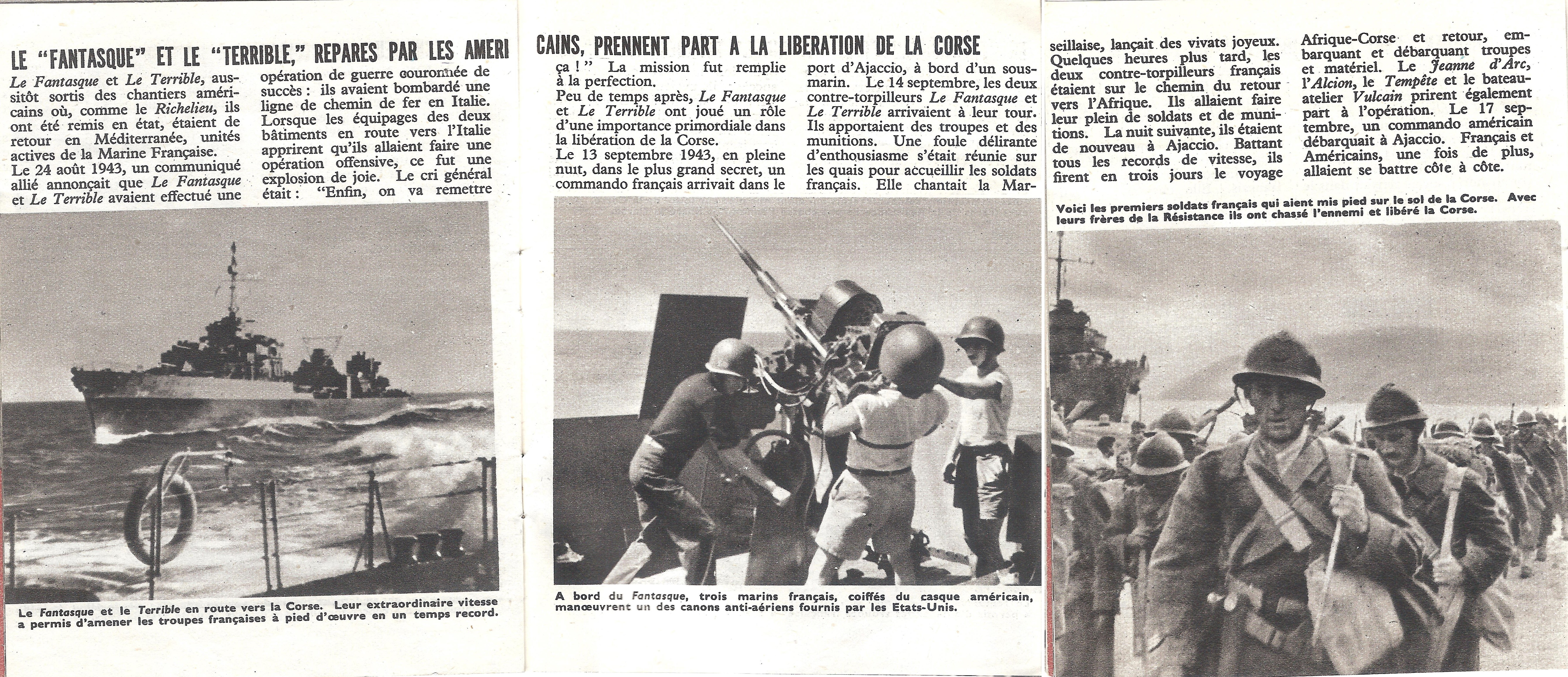
Le Fantasque et Le Terrible lors de la libération de la Corse en août 1943.

Le 9 septembre 1943, il participe à l'opération Avalanche (débarquement allié sur la côte italienne à Salerne), au cours duquel il effectue des tirs appui-feu et engage les bombardiers allemands. Dans la nuit du 13 au 14 septembre 1943, il débarque 250 hommes du 1er bataillon de choc à Ajaccio, ce sont les renforts destinés à appuyer les résistants ayant pris les armes. Il effectue ensuite la navette entre Alger et Ajaccio plusieurs fois dans les jours suivants, pour amener armes, munitions et renforts.
Le 24 décembre 1943, il intercepte le navire marchand allemand Nicoline Maersk, forçant le cargo à s'échouer près de Tortosa, en Espagne.

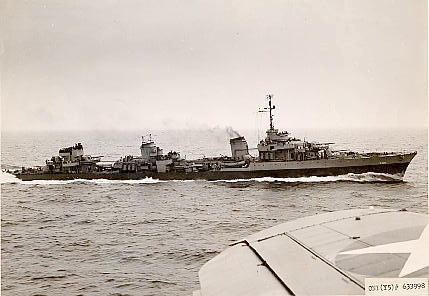
Le Fantasque vers 1943.

Début 1944, affecté à la 10e DCL, il effectue des raids en profondeur dans la mer Adriatique pour interrompre les liaisons entre l'Italie et la Yougoslavie. Ce sont des "sweeps" à grande vitesse (30 nœuds) de nuit avec une mission de recherche et destruction des convois ennemis. Dans la nuit du 18 au 19 mars 1944, il intercepte au large des côtes dalmates, avec Le Terrible, un convoi allemand qui convoie du matériel de guerre vers la Grèce. Ce convoi est composé d'un gros chaland (F124 de 220 tonnes) d'un remorqueur (le Titanic) et de trois escorteurs (SF270, SF273 et SF274). Lors d'un combat de nuit, les SF273 et SF274 furent incendiés et coulés. Le SF124 et le SF270 furent abandonnés par leurs équipages puis coulés le lendemain par l'aviation alliée. Le seul survivant fut le remorqueur qui parvint à rallier le port de Kyparissia.
Le 17 juin, avec Le Terrible, il coule le pétrolier Giuliana et endommage les R5 et R14.
Le 15 août 1944, il participe avec les autres CT de la 10e DCL au débarquement en Provence. Le navire effectue des tirs contre les troupes allemandes.
Entre 1945 et 1946, il sert en Indochine, puis en 1950, est placé en réserve A à Bizerte où il est reclassé au début 1951 « escorteur rapide » selon la normalisation de l'OTAN. Son indicatif visuel  est D610 mais comme il n'appareillera plus, cet indicatif ne sera jamais peint sur sa coque.
En octobre 1953, il est remorqué à Toulon pour servir de caserne au corps amphibie. Le 17 février 1955, il est placé en réserve B à Toulon et le 2 mai 1957, est rayé des listes puis rebaptisé Q98. Il est ensuite vendu pour démolition qui aura lieu aux chantier de La Seyne-sur-Mer.